# Spilarctia sinica
Spilarctia sinica là một loài bướm đêm thuộc phân họ Arctiinae, họ Erebidae.